# 深棲鬼麗魚
深棲鬼麗魚，為輻鰭魚綱鱸形目隆頭魚亞目慈鯛科鬼麗魚屬的其中一種，該物種分布於非洲馬拉威湖流域，體長可達14公分，棲息在中底層水域，生活習性不明。

## 擴展閱讀
維基物種上的相關：深棲鬼麗魚